# 小行星3922
小行星3922（3922 Heather）是一颗围绕太阳公转的小行星。1971年9月26日，卡洛斯·托雷斯在Cerro El Roble发现了此天体。
这颗小行星的绝对星等为11.50022873463524等。